# 鳥居薬品
鳥居薬品株式会社（とりいやくひん、英: Torii Pharmaceutical Co., Ltd.）は、東京都中央区日本橋本町に本社を置く日本の製薬メーカーである。

## 沿革
- 1872年 - 鳥居徳兵衛が横浜市境町において洋薬輸入商植野屋を創立。
- 1921年11月1日 - 株式会社鳥居商店を設立。
- 1949年5月 - 鳥居製薬株式会社を合併し、鳥居薬品株式会社に商号変更。
- 1963年6月 - 株式を店頭市場に登録。
- 1983年10月 - メルク・アンド・カンパニーに対して第三者割当増資を実施、同社が発行済株式50.3%を取得し親会社となる。
- 1988年5月 - メルクが持株全てをアサヒビールに売却し、親会社が異動。
- 1993年10月 - 東京証券取引所第二部に上場。
- 1995年9月 - 東京証券取引所第一部に指定替え。
- 1998年12月 - 日本たばこ産業が株式公開買付けを実施、事業見直しを決定したアサヒビールは全株を売却し新薬事業から撤退。発行済株式の約53%を取得して子会社化。
- 1999年10月 - 新薬開発はJTが担当し、鳥居薬品は医薬品の製造・販売に特化する協業体制を確立。
- 2003年3月 - タバコアレルギーを検査する試薬の製造・販売が中止。
- 2019年
  - 1月 - 抗HIV薬6品の日本国内での国内製造販売承認を、Gilead Sciences, Inc.の日本法人であるギリアド・サイエンシズへ承継。
  - 4月 - 蛋白分解酵素阻害剤「注射用フサン」（一般名・ナファモスタット）を日医工へ承継。
  - 9月 - 研究所（千葉県佐倉市）を閉鎖。
- 2020年
  - 3月 - 降圧薬・カルバン錠の価格カルテルで独占禁止法に違反し、公正取引委員会より287万円の課徴金納付命令を受ける[1]。
  - 4月 - 尿酸排泄薬「ユリノーム」（一般名・ベンズブロマロン）をトーアエイヨーに承継[2]。
  - 7月 - 唯一の製造拠点である佐倉工場（千葉県佐倉市）を岩城製薬に譲渡し、医薬品製造を完全外部委託[3]。
- 2025年6月 - 塩野義製薬が株式公開買付けを実施し、議決権所有割合ベースで39.04%の株式を取得[4]。

## 事業所
- 本社（東京都中央区）
- 支社：北海道東北支社、関東信越支社、南首都圏支社、中部支社、関西支社、中四国支社、九州支社
- 物流センター：東日本（埼玉県八潮市）、西日本（大阪府茨木市）

## 製品
- 腎・透析領域
  - リオナ錠 -高リン血症治療剤
  - レミッチカプセル -経口掻痒症改善剤
  - ケイキサレート - 高カリウム血症改善剤
- 皮膚・アレルゲン領域
  - アンテベート - 外用副腎皮質ホルモン剤
  - ロコイド - 外用副腎皮質ホルモン剤
  - ドボネックス軟膏 - 尋常性乾癬治療剤
  - シダトレン - スギ花粉症減感作療法薬（2014年上市）
  - ミティキュア - ダニ減感作療法薬
- その他領域
  - ウブレチド - 重症筋無力症・排尿障害治療剤
  - セロトーン - 5-HT3アンタゴニスト（制吐剤）